# Antoni Garau i Vadell
Antoni Garau i Vadell, nascut a Llucmajor, Mallorca, el 1964, és un artista plàstic especialitzat en museologia.
Garau realitzà els estudis primaris i secundaris a la ciutat de Llucmajor i es llicencià en Belles Arts a la Universitat de Barcelona el 1987. Realitzà un màster de museologia i museografia organitzat pel Departament de Cultura de la Generalitat de Catalunya (1987-1989). Impartí cursos de Planificació de Museus i Institucions Patrimonials a Ciutat de Panamà (1996) i a Bogotà (1997). Entre 1997 i 2000 impartí classes dins el Mòdul Disseny d'Exposicions i Tècniques Museogràfiques del Màster de Museologia i Gestió del Patrimoni Cultural de la Universitat de Barcelona.
Entre els treballs de Garau destaquen les col·laboracions amb Edicions Atàviques en les edicions de Baleigs (1986), carpeta amb un recull de serigrafies i poemes, i de Cos de calitja (1987), obra poètica de Miquel Bezares. Com a escultor destaca la seva obra de fusta policromada La casa en ordre (1990), que forma part de la col·lecció del MACBA. Posteriorment són remarcables les seves col·laboracions amb el fotògraf Antoni Catany i Jaume. Treballa des de 1991 associat amb Carles Fargas, i han aconseguit un important prestigi en la comunicació i difusió del patrimoni cultural des d'una perspectiva interdisciplinar. Entre les seves obres destaquen els dissenys de l'exposició “Fortuny” al Museu Nacional d'Art de Catalunya (2003), “Barcelona 1900″ al Museu Van Gogh d'Amsterdam (2007) o “El cartell Modern a les col·leccions del Museu Nacional d'Art de Catalunya” (2007), entre d'altres.
Garau és un dels impulsors, juntament amb el poeta Miquel Bezares, de la Fundació Toni Catany a la ciutat de Llucmajor, que té per objectiu conservar el llegat del fotògraf i organitzar trobades de fotògrafs d'arreu del món.